# Giuseppe Angelino (kickboxer)
Giuseppe Angelino (13 dicembre 1996) è un kickboxer italiano.

## Biografia
Nel 2017 ha vinto il campionato mondiale della WAKO nella categoria -79 kg a Budapest.

## Palmarès

### Competizioni Maglia Azzurra

#### Mondiali
- Budapest  Ungheria 2017